# Ostřice Hostova
Ostřice Hostova (Carex hostiana) je druh jednoděložné rostliny z čeledi šáchorovité (Cyperaceae).

## Popis
Jedná se o rostlinu dosahující výšky nejčastěji 20–60 cm, Je vytrvalá, řídce trsnatá, s krátkým oddenkem a krátkými obloukovitými výběžky. Listy jsou střídavé, přisedlé, s listovými pochvami. Lodyha je tupě trojhranná, jen nahoře drsná, asi 2x delší než listy, čepele jsou asi 2–5 mm široké, na líci tmavozelené, na rubu sivé. Bazální pochvy jsou nejčastěji bělavé až šedavé, roztřepené v šedá vlákna, přecházející v čepele. Ostřice Hostova patří mezi různoklasé ostřice, nahoře jsou klásky čistě samčí, dole čistě samičí. Samčí vrcholový klásek bývá jen jeden, zřídka 2, samičích nejčastěji 2–3. Samičí klásky jsou asi 1–3 cm dlouhé a krátce stopkaté. Dolní listen má pochvu a je kratší než květenství, listeny vyšších klásků jsou také pochvaté. Okvětí chybí. V samčích květech jsou zpravidla 3 tyčinky. Blizny jsou většinou 3. Plodem je mošnička, která je asi 3,1–5,5 mm dlouhá,, zelená, nelesklá, vynikle žilnatá, zakončená krátkým dvouzubým zobánkem. Zobánek je na vnitřní straně zubů hladký. Každá mošnička je podepřená plevou, která je červenohnědá až tmavě hnědá s širokým bělavým okrajem a zeleným středním žebrem. V ČR kvete nejčastěji v květnu až v červnu. Počet chromozómů: 2n=56.

## Rozšíření ve světě
Ostřice Hostova roste ve střední, západní (včetně Velkou Británie a východní Evropě, na východ po Rumunsko, na sever hlavně po jižní Skandinávii. V jižní Evropě a na východ až po Kavkaz jsou jen ojedinělé izolované lokality. Dále roste na severovýchodě Severní Ameriky, hlavně Labrador a okolí.

## Rozšíření v Česku
V ČR vzácně od nížin do podhůří, je to silně ohrožený druh flóry ČR, kategorie C2. Na Moravě roste jen málo. Najdeme ji na hlavně na slatinných loukách.